# Gornji Čajdraš
Gornji Čajdraš är en ort i Bosnien och Hercegovina.   Den ligger i entiteten Federationen Bosnien och Hercegovina, i den centrala delen av landet, 50 km nordväst om huvudstaden Sarajevo. Gornji Čajdraš ligger 469 meter över havet och antalet invånare är 1 368.
Terrängen runt Gornji Čajdraš är huvudsakligen kuperad, men norrut är den bergig.Runt Gornji Čajdraš är det ganska tätbefolkat, med 93 invånare per kvadratkilometer.. Närmaste större samhälle är Zenica, 3,7 km öster om Gornji Čajdraš. 
I omgivningarna runt Gornji Čajdraš växer i huvudsak lövfällande lövskog.